# 639
Năm 639 là một năm trong lịch Julius. 